# Kalkbahn Lohja 4
Die Kalkbahn Lohja 4 ist eine schmalspurige Diesellokomotive mit der Spurweite 1000 mm, die 1954 von der Lokomotivfabrik Arnold Jung mit der Fabriknummer 12022 gebaut wurde.

## Geschichte
Ursprünglich war die Gelenklokomotive für den Export nach Brasilien zur E.F.L. Estrada de Ferro Leopoldina in Rio de Janeiro bestimmt. Dorthin konnte sie jedoch auf Grund politischer Umstände nicht mehr geliefert werden.

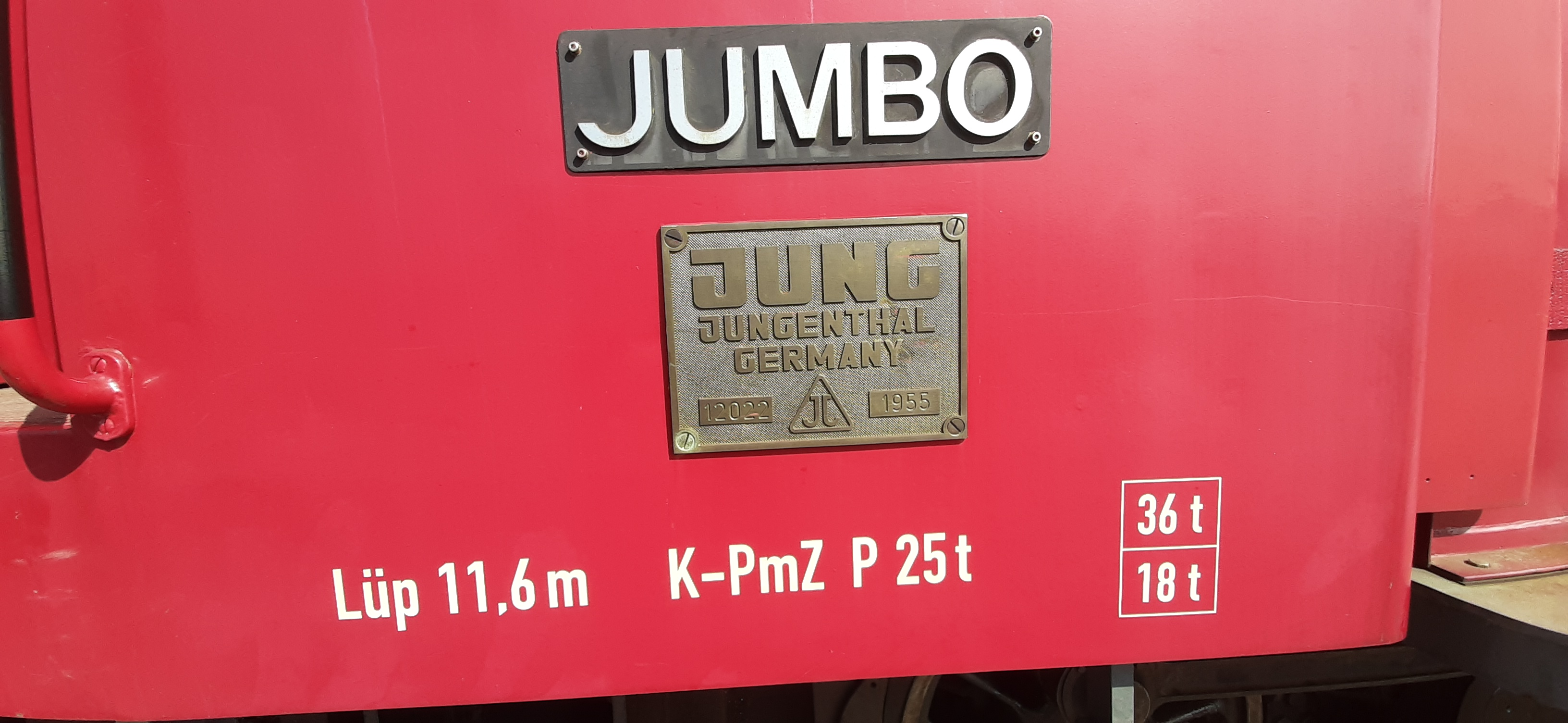
Fabrikschild

Zunächst war die Lokomotive einige Wochen bei der Härtsfeldbahn zu Probefahrten unterwegs und wurde dann an die Werkbahn der Lohjan Kalkkitehdas Oy, die die sieben Kilometer lange Bahnstrecke Virkkala–Ojamo in Virkkala in Finnland betrieb, als Lok 4 verkauft. Daher sind manche Beschriftungen heute noch auf Finnisch. Die Werkbahn wurde 1970 stillgelegt und komplett abgebaut, die Fahrzeuge wurden verkauft.

### Luzern-Stans-Engelberg-Bahn LSE Gm 4/4 111
1972 kam die Lokomotive zur Luzern-Stans-Engelberg-Bahn, wo sie unter der Bezeichnung Gm 4/4 111 fuhr. 1974 wurde sie umgebaut und modernisiert, unter anderem wurden die Seitenfenster vergrößert, die Auspuffanlage umgebaut und eine Sicherheitsfahrschaltung (Sifa) eingebaut. Dort war sie bis 2005 im Einsatz.

### Härtsfeld-Museumsbahn D4
Dann wurde sie von der Härtsfeld-Museumsbahn erworben und nach Neresheim transportiert, wo sie aufgearbeitet wurde. Seit April 2023 ist sie für den öffentlichen Betrieb zugelassen und wird im Personenverkehr eingesetzt. Für die deutsche Zulassung musste unter anderem ein mechanisches Notbremsventil nachgerüstet werden (Ackermannventil).

## Technik
Das Fahrzeug hat zwei Achtzylinder-Reihenmotoren der Motorenwerke Mannheim mit 140 mm Zylinderbohrung, 180 mm Kolbenhub und 22,16 l Hubraum. Sie liefern je ein maximales Drehmoment von rund 1,4 kN·m bei 1500/min; die Nennleistung ist mit jeweils 250 PS (184 kW) angegeben. Das Drehmoment wird über je ein Dreigang-Turbogetriebe der Firma Voith, ein Wendegetriebe, eine Blindwelle und Kuppelstangen auf die Räder übertragen. Die Turbogetriebe (L33yu) bestehen je aus einem Anfahrwandler und zwei Turbokupplungen. Da beide Antriebseinheiten unabhängig voneinander sind, kann die Lokomotive auch nur mit einer Antriebseinheit gefahren werden.
Im Auslieferungszustand besaß die Lokomotive ein Läutewerk, dies wurde in der Schweiz ausgebaut. 2022 wurde wieder ein Läutewerk eingebaut.

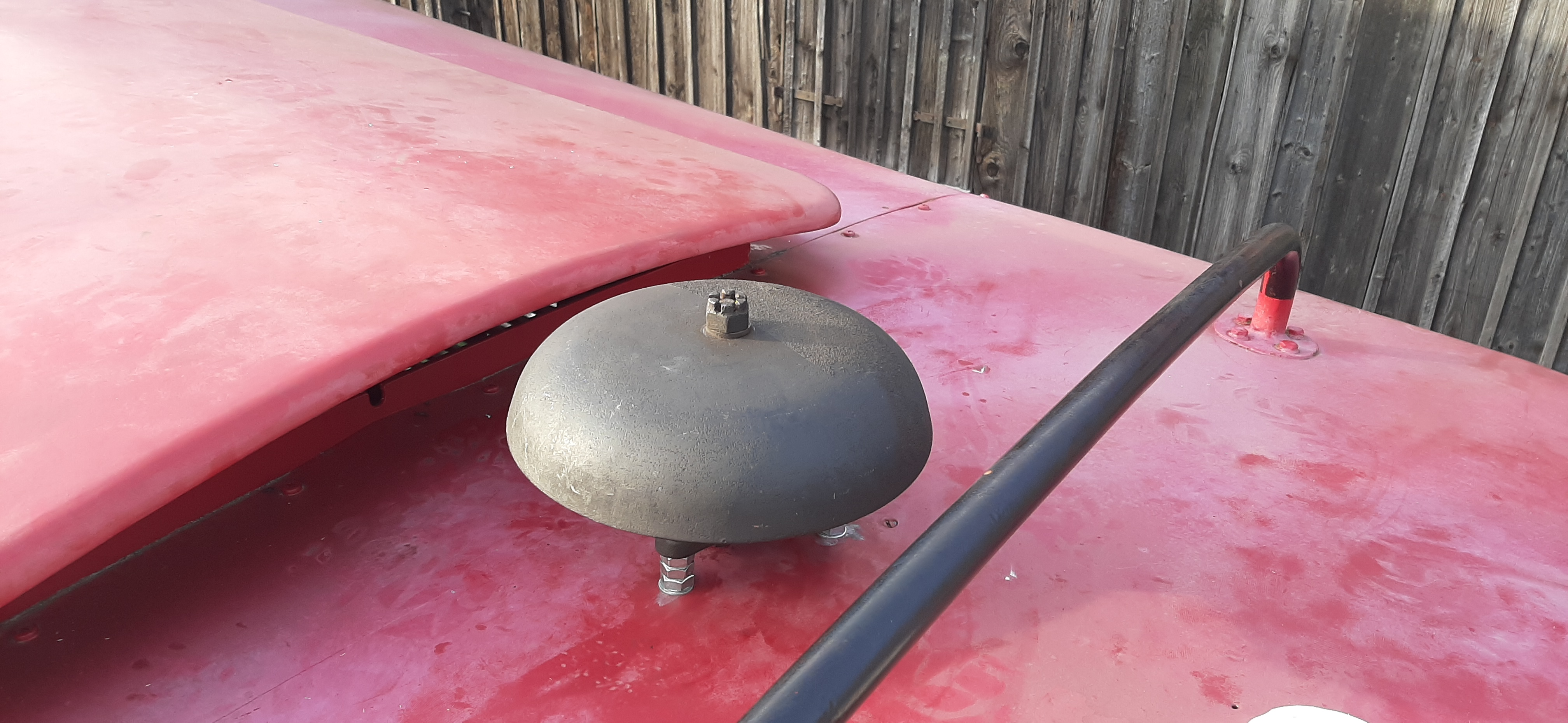
Läutewerk

## Spitzname
In der Schweiz entstand der Spitzname „Jumbo“, ähnlich wie die Schwesterlok FO Gm 4/4 den Spitznamen „Elch“ erhielt.